# Безоцо
Безо̀цо (на италиански: Dicomano; на ломбардски: Arcoa, Безоц) е град и община в Северна Италия, провинция Варезе, регион Ломбардия. Разположен е на 240 m надморска височина. Населението на общината е 9036 души (към 2018 г.).